# Zaalvoetbalklub Ford Genk
Lo Zaalvoetbalklub Ford Genk, noto semplicemente come Ford Genk, è stata una squadra belga di calcio a 5 con sede a Genk.

## Storia
La società, fondata nel 1975, ha rappresentato uno dei migliori club a livello europeo durante la fine degli anni ottanta e l'inizio del decennio successivo. Il Ford Genk ha vinto cinque campionati del Belgio (2 sotto l'egida della ABFS e tre sotto quella dell'URBSFA) e quattro coppe nazionali (2 per federazione). Ha raggiunto l'apice della sua storia il 17 gennaio 1988 a Velenje quando superando gli ungheresi del Keszthely si è aggiudicata l'European Champions Tournament. La crisi del settore automobilistico ha decretato una progressiva riduzione dei finanziamenti della Ford alla squadra, costringendo i vertici alla fusione con il Park Houthalen.

## Palmarès

### Competizioni FIFA
- Campionato belga: 3
1995-96, 1996-97, 1997-98
- Coppa del Belgio: 2
1994-95, 1995-96

### Competizioni AMF
- European Champions Tournament: 1
1987-88
- Campionato belga ABFS: 2
1986-87, 1989-90
- Coppa del Belgio ABFS: 2
1989-90, 1990-91